# ماینر (میزوری)
ماینر (به انگلیسی: Miner) یک شهر در ایالات متحده آمریکا است که در میزوری واقع شده‌است. ماینر ۱۱٫۸۱ کیلومتر مربع مساحت و ۹۸۴ نفر جمعیت دارد و ۹۵ متر بالاتر از سطح دریا واقع شده‌است.